# Breakthrough Prize in Life Sciences
De Breakthrough Prize in Life Sciences is een Breakthrough Prize die sinds 2013 jaarlijks wordt uitgereikt aan wetenschappers die een doorbraak realiseerden waarmee het menselijke leven wordt verlengd. Aan de prijs is eveneens een geldsom van drie miljoen Amerikaanse dollar verbonden.
Laureaten zijn:
- 2013: Cornelia Bargmann, David Botstein, Lewis C. Cantley, Hans Clevers, Titia de Lange, Napoleone Ferrara, Eric Lander, Charles Sawyers, Robert Weinberg, Shinya Yamanaka en Bert Vogelstein
- 2014: James P. Allison, Mahlon DeLong, Michael N. Hall, Robert S. Langer, Richard P. Lifton en Alexander Varshavsky
- 2015: Alim Louis Benabid, Charles David Allis, Victor Ambros, Gary Ruvkun, Jennifer Doudna en Emmanuelle Charpentier
- 2016: Edward Boyden, Karl Deisseroth, John Hardy, Helen Hobbs en Svante Pääbo
- 2017: Stephen J. Elledge, Harry F. Noller, Roeland Nusse, Yoshinori Ohsumi, Huda Zoghbi
- 2018: Joanne Chory, Peter Walter, Kazutoshi Mori, Kim Nasmyth, Don W. Cleveland
- 2019: C. Frank Bennett, Adrian R. Krainer, Angelika Amon, Xiaowei Zhuang, Zhijian Chen
- 2020: Jeffrey M. Friedman, Franz-Ulrich Hartl, Arthur L. Horwich, David Julius, Virginia Man-Yee Lee
- 2021: David Baker, Catherine Dulac, Dennis Lo, Richard J. Youle
- 2022: Jeffery W. Kelly; Katalin Karikó en Drew Weissman; Shankar Balasubramanian, David Klenerman en Pascal Mayer
- 2023: Clifford Brangwynne, Anthony Hyman, Demis Hassabis, John Jumper, Emmanuel Mignot, Masashi Yanagisawa
- 2024: Carl June, Michel Sadelain, Sabine Hadida, Paul Negulescu, Fredrick Van Goor, Thomas Gasser, Ellen Sidransky, Andrew Singleton